# Rudi Fischer
Pas d'image ? Cliquez ici
Rudolf Rudi Fischer (né le 19 avril 1912 à Stuttgart en Allemagne - décédé le 30 décembre 1976 à Lucerne) est un pilote automobile suisse. 
Dès juillet 1949, il gagne la course de côte de Fribourg -à La Sonnaz-, sur une voiture d'Amédée Gordini.
Il participe notamment à sept Grands Prix de Championnat de Formule 1. Il court son premier Grand Prix en Suisse le 27 mai 1951 et monte sur le podium à deux occasions l'année suivante, terminant quatrième du championnat 1952, à égalité de points avec Mike Hawthorn.
Fischer monte sur la troisième place du podium qui marque la réouverture du circuit d'AVUS, un circuit très populaire près de Berlin, en Allemagne. Il avait été fermé pour une durée de 14 ans après les bombardements subis pendant la Seconde Guerre mondiale. Une foule de 350 000 spectateurs regarde Paul Greifzu de Suhl, lander de Thuringe, gagner avec une voiture sa propre production. Fischer prend la troisième position avec une Ferrari, sur une distance de 207,5 kilomètres.
En 1952, au Grand Prix de Suisse, à Berne, Fischer prend la deuxième position derrière Piero Taruffi, tous deux sur Ferrari.

## Écurie Espadon et Scuderia Espadon
Rudi Fisher était le leader de l'Écurie Espadon.
L'Écurie Espadon était composée d'un groupe de coureurs amateurs suisses. Le mot « écurie » a été utilisé au début car la plupart des voitures de l'écurie étaient françaises, principalement des Gordini. Plus tard les voitures de l'équipe devinrent italiennes, Ferrari principalement, le nom de l'équipe se transforma en « Scuderia ».
L'équipe fut impliquée dans de multiples épreuves en Europe comme en témoigne ce document.
L'équipe était composée de:
- Rudolf Fischer, Rudi Fisher: un restaurateur célèbre.
- Rudolf (Rudi) Schoeller
- Peter Hirt : un homme d'affaires de Küssnacht, près de Zürich, impliqué dans l'usinage de précision.
- Peter (Pierre) Staechelin de Bâle.
- Max de Terra
- Paul Glauser

## Résultats en championnat du monde de Formule 1
| Saison | Écurie         | Châssis                 | Moteur                         | Pneus   | GP disputés | Points inscrits | Classement en championnat |
| ------ | -------------- | ----------------------- | ------------------------------ | ------- | ----------- | --------------- | ------------------------- |
| 1951   | Écurie Espadon | Ferrari 212             | Ferrari V12                    | Pirelli | 2           | 0               | n.c.                      |
| 1952   | Écurie Espadon | Ferrari 212 Ferrari 500 | Ferrari V12 Ferrari 4 en ligne | Pirelli | 5           | 10              | 4e                        |